# 내부 환경
내부 환경(內部環境, 영어: internal environment, 프랑스어: milieu intérieur)은 다세포 생물의 조직과 기관에 대한 보호 안정성을 보장하는 간질액과 생리학적 능력을 설명하기 위해 19세기 프랑스의 생리학자 클로드 베르나르가 고안한 개념이다.

## 같이 보기
- 생리학
- 생리학적 조건